# Eternal You – Vom Ende der Endlichkeit
Eternal You – Vom Ende der Endlichkeit (internationaler englischsprachiger Titel Eternal You) ist ein Dokumentarfilm von Moritz Riesewieck und Hans Block. Der Film entstand auf Basis des gleichnamigen Buches der Regisseure und setzt sich mit der Frage auseinander, inwieweit durch KI-generierte Avatare ein gewisser Grad an Unsterblichkeit erreicht werden kann und welche ethischen Probleme und regulatorischen Notwendigkeiten sich mit solchen KI-Anwendungen ergeben. Die Weltpremiere von Eternal You erfolgte im Januar 2024 beim Sundance Film Festival, der Kinostart in Deutschland im Juni 2024.

## Inhalt
Start-Ups erschaffen mit dem Einsatz von KI digitale Avatare, die es Trauernden ermöglichen, mit ihren verstorbenen Liebsten zu kommunizieren. Die Macher des Films setzen sich mit der Frage auseinander, inwieweit durch solche Avatare ein gewisser Grad an Unsterblichkeit erreicht werden kann und welche ethischen Probleme sich mit solchen KI-Anwendungen ergeben.

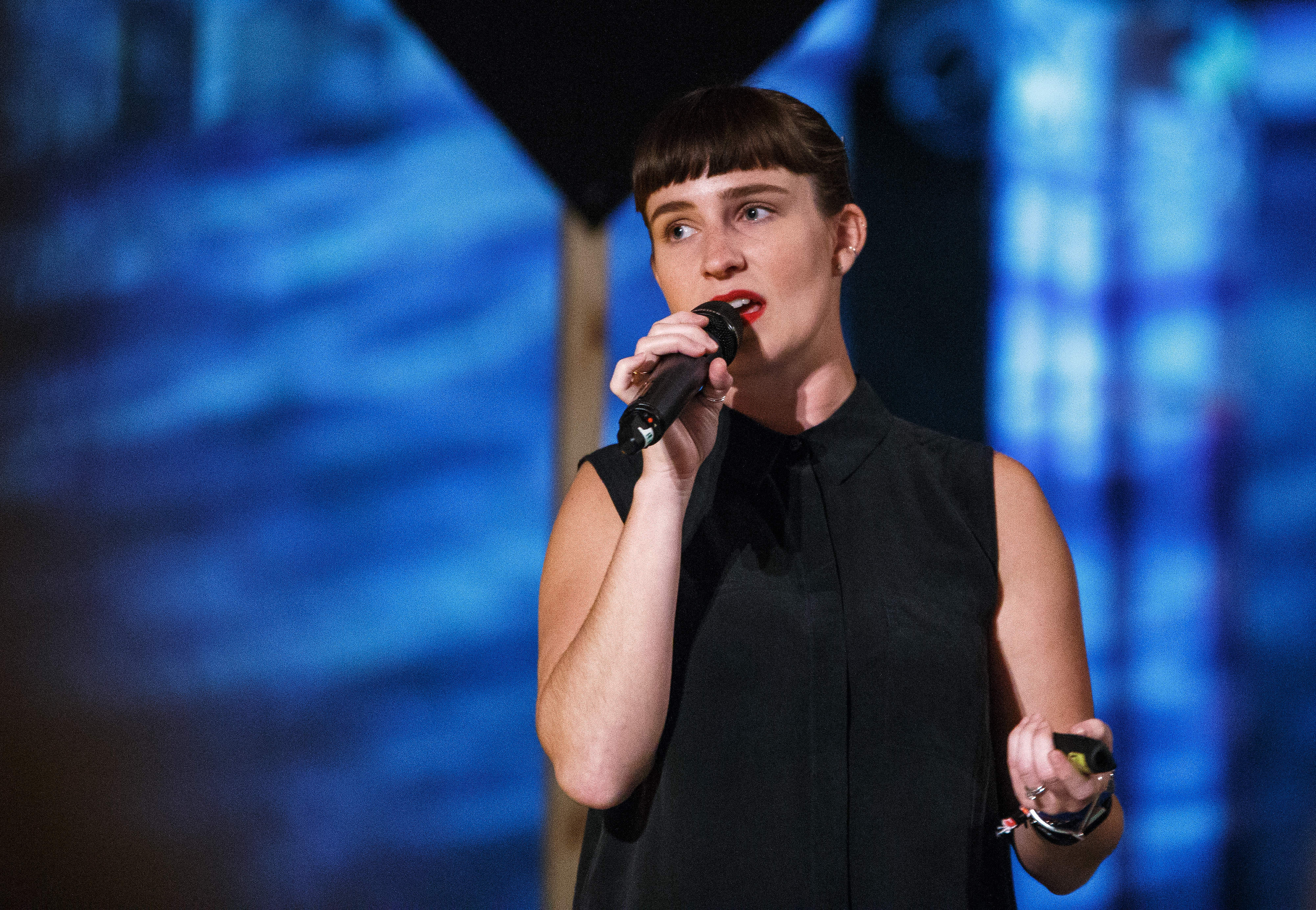
Technologie-Kritikerin Sara M. Watson, hier bei „The AI Story so far“ auf der re:publica, warnt im Film davor, Unternehmen die Kontrolle über das Nachleben zu überlassen: „Und was ist, wenn unser digitales Selbst anderen Schaden zufügt?“

Manche Experten wie die Technologie-Kritikerin Sara M. Watson äußern ihre Skepsis, andere Experten wie MIT-Professorin Sherry Turkle geben zu bedenken, dass digitale Nachbildungen der Toten der einzige Weg aus der Trauer seien. Kim Jong-woo ist der Produzent der koreanischen TV-Show Meeting You, die mit den Mitteln der Virtual Reality die Wiederbegegnungen einer Mutter mit ihrer verstorbenen kleinen Tochter inszeniert.
Neben verschiedenen Kunden der Unternehmen und Nutzern der Plattformen und Simulationen kommen im Film auch Mitbegründer von „Soul Machines“ Mark Sagar, der Gründer des posthumen Kommunikationstools „You, Only virtual“ Justin Harrison, der KI-Ethiker Carl Öhman und der Spieledesigner Jason Rohrer zu Wort. Letzterer ist dafür bekannt, dass er das Protokoll des Online-Musikladens Apple iTunes geknackt hat, und ist Entwickler der Plattform „Project December“, mit der Kunden KI-Simulationen der Toten nutzen können, um mit diesen zu chatten.

## Produktion

### Vorlage und Filmstab
„Menschen wenden sich von Religionen ab und sehnen sich nach neuen, weltlichen Heilserzählungen gegen die Erbarmungslosigkeit des Todes. In diese Lücke stoßen Tech-Unternehmen vor und verwickeln Trauernde in ein Experiment am offenen Herzen. Wir wollen mit unserem Film eine Debatte eröffnen darüber, wie weit KI vordringen soll in unser aller Leben – vor und nach dem Tod“

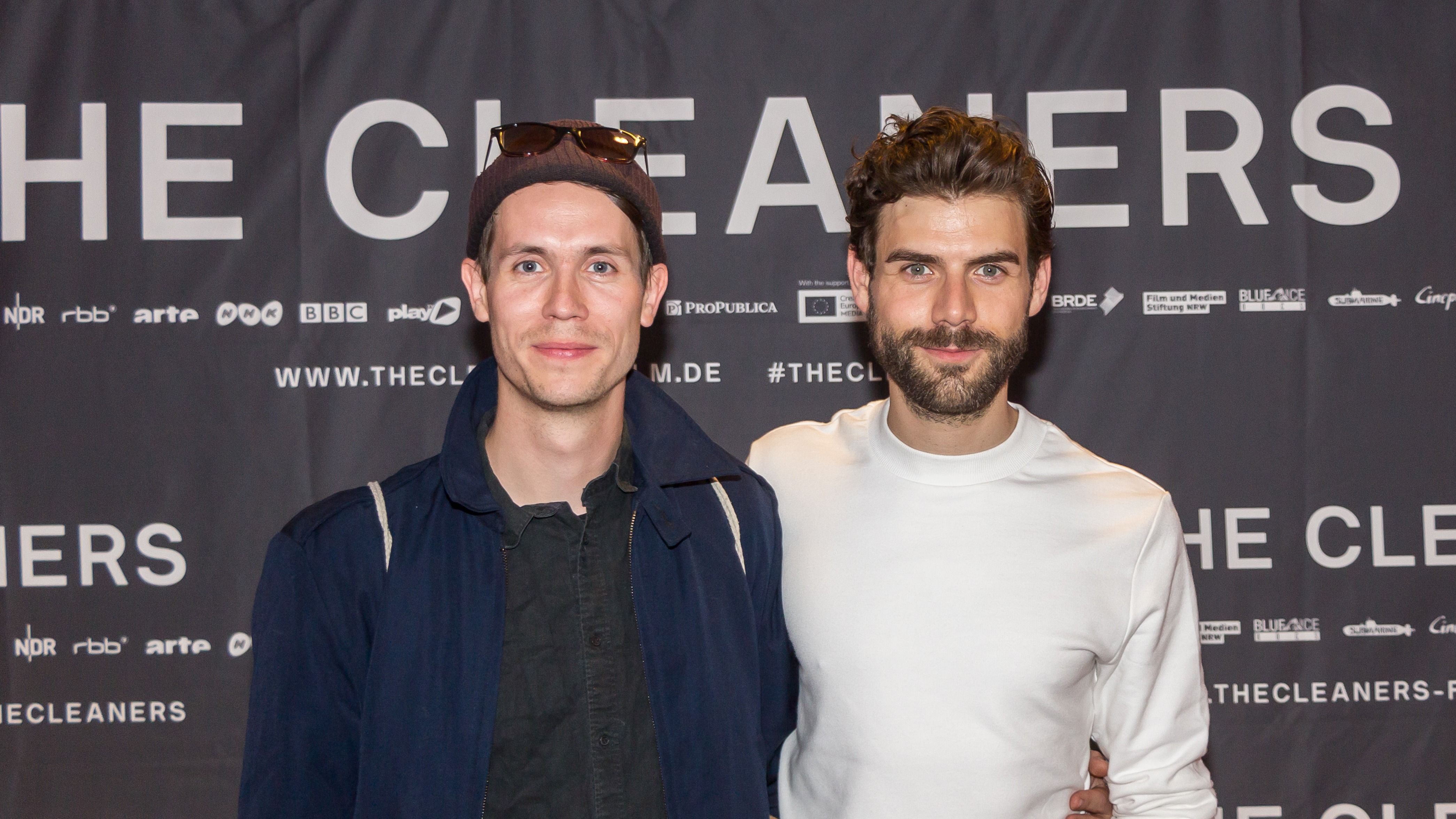
Hans Block und Moritz Riesewieck drehten bereits zusammen den Dokumentarfilm The Cleaners – Im Schatten der Netzwelt

Eternal You – Vom Ende der Endlichkeit entstand auf Basis des Buches Vom Ende der Endlichkeit: Unsterblichkeit im Zeitalter Künstlicher Intelligenz. der beiden Regisseure Hans Block und Moritz Riesewieck, das 2022 erschien. Sie beschäftigen sich darin mit Start-ups, die derzeit daran arbeiten, mithilfe von Künstlicher Intelligenz aus den digitalen Daten, die ein Mensch im Laufe seines Lebens hinterlässt, Avatare zu erschaffen, die es den Hinterbliebenen ermöglichen, auch nach dem Tod eines Menschen mit diesem zu „kommunizieren“. Gemeinsam drehten sie den Dokumentarfilm The Cleaners – Im Schatten der Netzwelt, der im Mai 2018 in die deutschen Kinos kam. Auch in diesem Film beschäftigten sich Block und Riesewieck mit den Auswirkungen digitaler Technologien auf die Gesellschaft, in diesem Fall mit der Zensur im digitalen Raum.
Den Filmschnitt übernahmen Anne Jünemann und die Österreicherin Lisa Zoe Geretschläger.

### Finanzierung und Dreharbeiten
Georg Tschurtschenthaler, der bei Vom Ende der Endlichkeit gemeinsam mit Christian Beetz als Produzent in Erscheinung tritt, war bei The Cleaners als Drehbuchautor tätig.
Der Film erhielt von der Film- und Medienstiftung NRW und vom Medienboard Berlin-Brandenburg Produktionsförderungen in Höhe von jeweils 80.000 Euro und wurde zudem von Creative Europe MEDIA gefördert. Von der Film- und Medienstiftung NRW erhielt er zudem eine Verleihförderung in Höhe von 15.000 Euro.
Block und Riesewieck arbeiteten für den Film mit den Kameramännern Thomas Bergmann und Konrad Waldmann zusammen.

### Filmmusik
Die Musik für den Film komponierten Gregor Keienburg und Raffael Seyfried. Keienburg war zuletzt für das Filmdrama Die Zukunft ist ein einsamer Ort tätig, Seyfried für den Fernsehfilm Im Schatten der Angst – Du sollst nicht lügen. Das Soundtrack-Album mit insgesamt 19 Musikstücken wurde zum Kinostart in Deutschland von recordJet als Download veröffentlicht.

### Veröffentlichung
Die Weltpremiere von Vom Ende der Endlichkeit fand am 20. Januar 2024 beim Sundance Film Festival statt, wo der Film im World Cinema Documentary Competition gezeigt wurde. Vier Jahre zuvor stellten Block und Riesewick dort bereits ihren Dokumentarfilm The Cleaners vor. Im März 2024 wurde der Film beim Thessaloniki Documentary Festival und beim Dokumentarfilmfestival CPH:DOX gezeigt. Ende April 2024 wurde er beim San Francisco International Film Festival vorgestellt. Die Deutschlandpremiere fand am 2. Mai 2024 beim Internationalen Dokumentarfilmfestival München statt. Am 20. Juni 2024 kam der Film in die deutschen Kinos. Ebenfalls im Juni 2024 wurde der Film beim Transilvania International Film Festival und beim Raindance Filmfestival gezeigt. Im September 2024 erfolgten Vorstellungen beim Nashville Film Festival und beim Internationalen Filmfestival „Film ohne Grenzen“. Im November 2024 wird der Film beim Denver Film Festival gezeigt.

## Rezeption

### Kritiken
Von den bei Rotten Tomatoes aufgeführten Kritiken sind 89 Prozent positiv. Die durchschnittliche Bewertung liegt bei 7,5 von 10 möglichen Punkten.
Alexandra Wach schreibt in ihrer Kritik für den Filmdienst, Eternal You sei ein bemerkenswerter Dokumentarfilm, der Aufnahmen der globalen Labore der Tech-Entwickler, Chat-Ausschnitte mit digitalen Un-Toten und virtuelle Abbilder der Avatare so zwischen die vielen Interviews montiert, dass die jeweiligen Argumentationsstränge nicht aus den Augen verloren werden. Mit seiner atmosphärisch dichten Gestaltung zeichne er eine unaufhaltsame Entwicklung in vielen Facetten nach und lade dazu ein, nach Lösungen im Umfeld einer lukrativen Businessidee zu suchen, das sich nur durch staatliche Eingriffe kontrollieren lässt.

### Auszeichnungen
Bayerischer Filmpreis 2024
- Auszeichnung mit dem Dokumentarfilmpreis

Nashville Film Festival 2024
- Nominierung als Bester Dokumentarfilm (Moritz Riesewieck und Hans Block)[18]

Raindance Filmfestival 2024
- Nominierung in der Sektion Documentaries[19]

Sundance Film Festival 2024
- Nominierung im World Cinema Documentary Competition

Thessaloniki Documentary Festival 2024
- Nominierung im Newcomers Competition[20]